# Kalkash
Kalkash (persiska: كلكش) är en ort i Iran.   Den ligger i provinsen Zanjan, i den nordvästra delen av landet, 270 km nordväst om huvudstaden Teheran. Kalkash ligger 1 663 meter över havet och antalet invånare är 194.
Terrängen runt Kalkash är bergig åt nordost, men åt sydväst är den kuperad.Runt Kalkash är det ganska glesbefolkat, med 47 invånare per kvadratkilometer. Närmaste större samhälle är Dohneh, 14,3 km öster om Kalkash. Trakten runt Kalkash består i huvudsak av gräsmarker.